# Chagny (Ardenne)
Chagny è un comune francese di 178 abitanti situato nel dipartimento delle Ardenne nella regione del Grand Est.

## Società

### Evoluzione demografica
Abitanti censiti